# Allium parryi
Allium parryi — вид трав'янистих рослин родини амарилісові (Amaryllidaceae), ендемік Каліфорнії, США та Нижньої Каліфорнії, Мексика.

## Опис
Цибулин 1–3, від яйцюватих до округлих, 0.8–1.4 × 0.8–1.5 см; зовнішні оболонки від коричневих до червонувато-коричневих; внутрішні оболонки світло-коричневі. Листки стійкі, в'януть від кінчика в період цвітіння, 1; листові пластини циліндричні, 12–28 см × 1–3 мм. Стеблина стійка, одиночна, прямостійна, циліндрична, 5–25 см × 1–3 мм. Зонтик стійкий, прямостійний, нещільний, 8–50-квітковий, півсферичний, цибулинки невідомі. Квіти дзвінчасті, 6–9 мм; листочки оцвітини прямостійні, від білих до рожевих, стають від темно-рожевих до червоних після цвітіння, від ланцетних до ланцетно-яйцюватих, ± рівні, краї цілі, верхівка від гострої до загостреної. Пиляки жовті; пилок жовтий. Насіннєвий покрив блискучий. 2n = 14.
Період цвітіння: травень — липень.

## Поширення
Ендемік Каліфорнії, США та Нижньої Каліфорнії, Мексика.
Населяє глинисті або піщані ґрунти на сухих схилах; 900—2200 м.